# James Lawrence
James Alexander Lawrence, född 22 augusti 1992 i Henley-on-Thames, England, är en walesisk fotbollsspelare som spelar för Nürnberg. Han representerar även Wales landslag.

## Karriär
Den 22 juli 2022 värvades Lawrence av 2. Bundesliga-klubben Nürnberg.